# معركة شيمبرا كور
معركة شيمبرا كور("مستنقع الحمص") اندلعت في مارس 1529 بين قوات سلطنة عدل بقيادة الإمام أحمد بن إبراهيم الغازي، والجيش الإثيوبي، بقيادة دويت الثاني (ليبنا دينقل) ، جيش الإمام أحمد ساد، وكانت له السيطرة على الميدان في نهاية المعركة. كلا الجانبين عاني خسائر فادحة. على الرغم من هذا النجاح، ورغبته في الاستيلاء والسيطرة علي قصر الإمبراطور في بادق ،الإمام أحمد في جزء منه لاسترضاء رجاله المضطربين، وانسحبت من المرتفعات ولم يعودوا إلى الانخراط مباشرة مع الجيش الإثيوبي لمدة عامين.
بعض المصادر ، مثل ريتشارد بانكهورست، تعزو نجاح الإمام أحمد إلى وجود بين أتباعه نخبة من رجال ذو بنادق الفتيل . إذا كان كانت هذه المعركة هي المرة الأولى التي تقاتل القوات الإثيوبية ضد قوات مسلحة بأسلحة نارية.